# Kanton Boëme-Échelle
Der Kanton Boëme-Échelle ist ein französischer Wahlkreis im Département Département Charente und in der Region Nouvelle-Aquitaine. Er umfasst 13 Gemeinden im Arrondissement Angoulême. Bei der landesweiten Neuordnung der französischen Kantone wurde er 2015 neu geschaffen. Sein Name bezieht sich auf die Flüsse Boème und Échelle (Nebenfluss der Touvre). 

## Gemeinden
Der Kanton besteht aus 13 Gemeinden mit insgesamt 18.252 Einwohnern (Stand: 1. Januar 2022) auf einer Gesamtfläche von 275,97 km²:
| Gemeinde              | Einwohner 1. Januar 2022 | Fläche km² | Dichte Einw./km² | Code INSEE | Postleitzahl |
| --------------------- | ------------------------ | ---------- | ---------------- | ---------- | ------------ |
| Bouëx                 | 845                      | 15,64      | 54               | 16055      | 16410        |
| Claix                 | 1.058                    | 14,87      | 71               | 16101      | 16440        |
| Dignac                | 1.373                    | 27,66      | 50               | 16119      | 16410        |
| Dirac                 | 1.509                    | 29,29      | 52               | 16120      | 16410        |
| Garat                 | 2.111                    | 19,44      | 109              | 16146      | 16410        |
| Mouthiers-sur-Boëme   | 2.358                    | 34,71      | 68               | 16236      | 16440        |
| Plassac-Rouffiac      | 379                      | 11,97      | 32               | 16263      | 16250        |
| Roullet-Saint-Estèphe | 4.334                    | 41,50      | 104              | 16287      | 16440        |
| Sers                  | 903                      | 14,17      | 64               | 16368      | 16410        |
| Torsac                | 724                      | 28,55      | 25               | 16382      | 16410        |
| Vœuil-et-Giget        | 1.594                    | 8,48       | 188              | 16418      | 16400        |
| Voulgézac             | 242                      | 13,42      | 18               | 16420      | 16250        |
| Vouzan                | 822                      | 16,27      | 51               | 16422      | 16410        |
| Kanton Boëme-Échelle  | 18.252                   | 275,97     | 66               | 1604       | –            |

## Politik
| Vertreter im Departementrat | Vertreter im Departementrat              | Vertreter im Departementrat |
| Amtszeit                    | Namen                                    | Partei                      |
| --------------------------- | ---------------------------------------- | --------------------------- |
| 2015–                       | Claude Marie Rochard Jean-Michel Tamagna | UG                          |